# Стенли куп плејоф 2007.
Стенли куп плејоф Националне хокејашке лиге (НХЛ) који је одигран 2007. године почео је 11. априла а завршио 6. јуна победом Анахајм дакса над Отава сенаторсима, резултатом 4-1 у финалној серији. Овим тријумфом, Анахајм дакси су стигли до свог првог Стенлијевог трофеја у овом такмичењу.
Шеснаест тимова који су се пласирали у плејоф, по осам из обе дивизије, играли су елиминаторни турнир у серијама на четири добијене утакмице кроз четири фазе такмичења (четвртфинале конференције, полуфинале конференције, финале конференције и Стенли куп финале). Овај формат се примењује од плејофа 1999. године.
Ово је био први пут у историји НХЛ лиге да се ни један од финалиста прошлог издања купа није пласирао у плејоф (Каролина харикенси и Едмонтон ојлерси). Први пут од 1994. године сва четири тима из некадашње ВХА лиге су пропустила плејоф у истој сезони - Каролина (тада Хартфорд вејлерси), Колорадо (тада Квебек нордикси), Едмонтон и Финикс (тада стари Винипег џетси). То се неће поновити до 2013. Атланта трешерси (франшиза нових Винипег џетса) су се једини пут пласирали у елиминациону фазу за свих својих 12 година играња у лиги под овим именом (период који су провели у Атланти).

## Учесници плејофа
У плејоф су се пласирали шампиони свих шест дивизија и по пет најбољих екипа из сваке конференције на основу коначне табеле након завршетка регуларног дела сезоне 2006/07, укупно 16 тимова, по осам из сваке конференције. Тимовима су додељене позиције 1-8 на основу пласмана у својој конференцији.
Њу Џерзи девилси (Атлантик), Атланта трешерси (Југоисток), Бафало сејберси (Североисток), Детроит ред вингси (Централ), Анахајм дакси (Пацифик) и Ванкувер канакси (Северозапад) били су шампиони својих дивизија по завршетку лигашког дела сезоне 2006/07. Бафало сејберси су освојили и трофеј Президентс као најбоље пласирани тим лигашког дела такмичења (113 бодова; исто као и Детроит ред вингси али због већег броја победа - 53 према 50).
Тимови који су се квалификовали за Стенли куп плејоф 2007. следе испод.
| Шампиони источних дивизија |                                  |        |
| #                          | Клуб                             | Бодови |
| (1)                        | Бафало сејберси (Североисток)    | 113    |
| (2)                        | Њу Џерзи девилси (Атлантик)      | 107    |
| (3)                        | Атланта трешерси (Југоисток)     | 97     |
|                            |                                  |        |
| По пласману на Истоку      |                                  |        |
| #                          | Клуб                             | Бодови |
| (4)                        | Отава сенаторси (Североисток)    | 105    |
| (5)                        | Питсбург пенгвинси (Атлантик)    | 105    |
| (6)                        | Њујорк ренџерси (Атлантик)       | 94     |
| (7)                        | Тампа Беј лајтнингси (Југоисток) | 93     |
| (8)                        | Њујорк ајлендерси (Атлантик)     | 92     |

| Шампиони западних дивизија |                                |        |
| #                          | Клуб                           | Бодови |
| (1)                        | Детроит ред вингси (Централ)   | 113    |
| (2)                        | Анахајм дакси (Пацифик)        | 110    |
| (3)                        | Ванкувер канакси (Северозапад) | 105    |
|                            |                                |        |
| По пласману на Западу      |                                |        |
| #                          | Клуб                           | Бодови |
| (4)                        | Нешвил предаторси (Централ)    | 110    |
| (5)                        | Сан Хозе шаркси (Пацифик)      | 107    |
| (6)                        | Далас старси (Пацифик)         | 107    |
| (7)                        | Минесота вајлдси (Северозапад) | 104    |
| (8)                        | Калгари флејмси (Северозапад)  | 96     |

## Распоред и резултати серија
| Четвртфинала конференција (прва рунда) |

| Источна конференција | Источна конференција | Источна конференција | Источна конференција | Источна конференција |
| -------------------- | -------------------- | -------------------- | -------------------- | -------------------- |
| (1)                  | Бафало сејберси      | 4-1                  | Њујорк ајлендерси    | (8)                  |
| (2)                  | Њу Џерзи девилси     | 4-2                  | Тампа Беј лајтнингси | (7)                  |
| (3)                  | Атланта трешерси     | 0-4                  | Њујорк ренџерси      | (6)                  |
| (4)                  | Отава сенаторси      | 4-1                  | Питсбург пенгвинси   | (5)                  |

| Западна конференција | Западна конференција | Западна конференција | Западна конференција | Западна конференција |
| -------------------- | -------------------- | -------------------- | -------------------- | -------------------- |
| (1)                  | Детроит ред вингси   | 4-2                  | Калгари флејмси      | (8)                  |
| (2)                  | Анахајм дакси        | 4-1                  | Минесота вајлдси     | (7)                  |
| (3)                  | Ванкувер канакси     | 4-3                  | Далас старси         | (6)                  |
| (4)                  | Нешвил предаторси    | 1-4                  | Сан Хозе шаркси      | (5)                  |

| Полуфинала конференција (друга рунда) |

| Источна конференција | Источна конференција | Источна конференција | Источна конференција | Источна конференција |
| -------------------- | -------------------- | -------------------- | -------------------- | -------------------- |
| (1)                  | Бафало сејберси      | 4-2                  | Њујорк ренџерси      | (6)                  |
| (2)                  | Њу Џерзи девилси     | 1-4                  | Отава сенаторси      | (4)                  |

| Западна конференција | Западна конференција | Западна конференција | Западна конференција | Западна конференција |
| -------------------- | -------------------- | -------------------- | -------------------- | -------------------- |
| (1)                  | Детроит ред вингси   | 4-2                  | Сан Хозе шаркси      | (5)                  |
| (2)                  | Анахајм дакси        | 4-1                  | Ванкувер канакси     | (3)                  |

| Финала конференција |

| Источна конференција | Источна конференција | Источна конференција | Источна конференција | Источна конференција |
| -------------------- | -------------------- | -------------------- | -------------------- | -------------------- |
| (1)                  | Бафало сејберси      | 1-4                  | Отава сенаторси      | (4)                  |

| Западна конференција | Западна конференција | Западна конференција | Западна конференција | Западна конференција |
| -------------------- | -------------------- | -------------------- | -------------------- | -------------------- |
| (1)                  | Детроит ред вингси   | 2-4                  | Анахајм дакси        | (2)                  |

| СТЕНЛИ КУП ФИНАЛЕ |               |     |                 |       |
| (З-2)             | Анахајм дакси | 4-1 | Отава сенаторси | (И-4) |

| Шампиони 2007.              |
| --------------------------- |
| Анахајм дакси (прва титула) |

## Статистика

### Тимови
| Клуб                 | ОУ | П  | И | ГД | ГП | ГДУ  | ГПУ  | ИВ   | ИМ   |
| -------------------- | -- | -- | - | -- | -- | ---- | ---- | ---- | ---- |
| Анахајм дакси        | 21 | 16 | 5 | 58 | 45 | 2.76 | 2.14 | 15.2 | 86.8 |
| Отава сенаторси      | 20 | 13 | 7 | 59 | 47 | 2.95 | 2.35 | 18.9 | 87.9 |
| Детроит ред вингси   | 18 | 10 | 8 | 48 | 35 | 2.67 | 1.94 | 18.4 | 86.8 |
| Бафало сејберси      | 16 | 9  | 7 | 44 | 39 | 2.75 | 2.44 | 12.5 | 81.3 |
| Сан Хозе шаркси      | 11 | 6  | 5 | 25 | 27 | 2.27 | 2.45 | 7.0  | 83.0 |
| Њујорк ренџерси      | 10 | 6  | 4 | 30 | 23 | 3.00 | 2.30 | 24.1 | 88.5 |
| Њу Џерзи девилси     | 11 | 5  | 6 | 30 | 29 | 2.73 | 2.64 | 20.0 | 82.6 |
| Ванкувер канакси     | 12 | 5  | 7 | 21 | 26 | 1.75 | 2.17 | 6.0  | 89.5 |
| Далас старси         | 7  | 3  | 4 | 12 | 13 | 1.71 | 1.86 | 10.0 | 92.1 |
| Тампа Беј лајтнингси | 6  | 2  | 4 | 14 | 19 | 2.33 | 3.17 | 15.4 | 75.0 |
| Калгари флејмси      | 6  | 2  | 4 | 10 | 18 | 1.67 | 3.00 | 17.6 | 86.8 |
| Њујорк ајлендерси    | 5  | 1  | 4 | 11 | 17 | 2.20 | 3.40 | 10.5 | 83.3 |
| Минесота вајлдси     | 5  | 1  | 4 | 9  | 12 | 1.80 | 2.40 | 7.4  | 73.7 |
| Нешвил предаторси    | 5  | 1  | 4 | 14 | 16 | 2.80 | 3.20 | 13.6 | 93.3 |
| Питсбург пенгвинси   | 5  | 1  | 4 | 10 | 18 | 2.00 | 3.60 | 14.3 | 75.0 |
| Атланта трешерси     | 4  | 0  | 4 | 6  | 17 | 1.50 | 4.25 | 5.9  | 79.2 |

Статистика је преузета са званичног сајта НХЛ лиге.
(Легенда: ОУ-одигране утакмице; П-победе; И-изгубљене утакмице; ГД-дати голови; ГП-примљени голови; ГДУ-просек датих голова по утакмици; ГПУ-просек примљених голова по утакмици; ИВ-реализација играча више; ИМ-одбрана са играчем мање)